# Kasteel van Boetfort

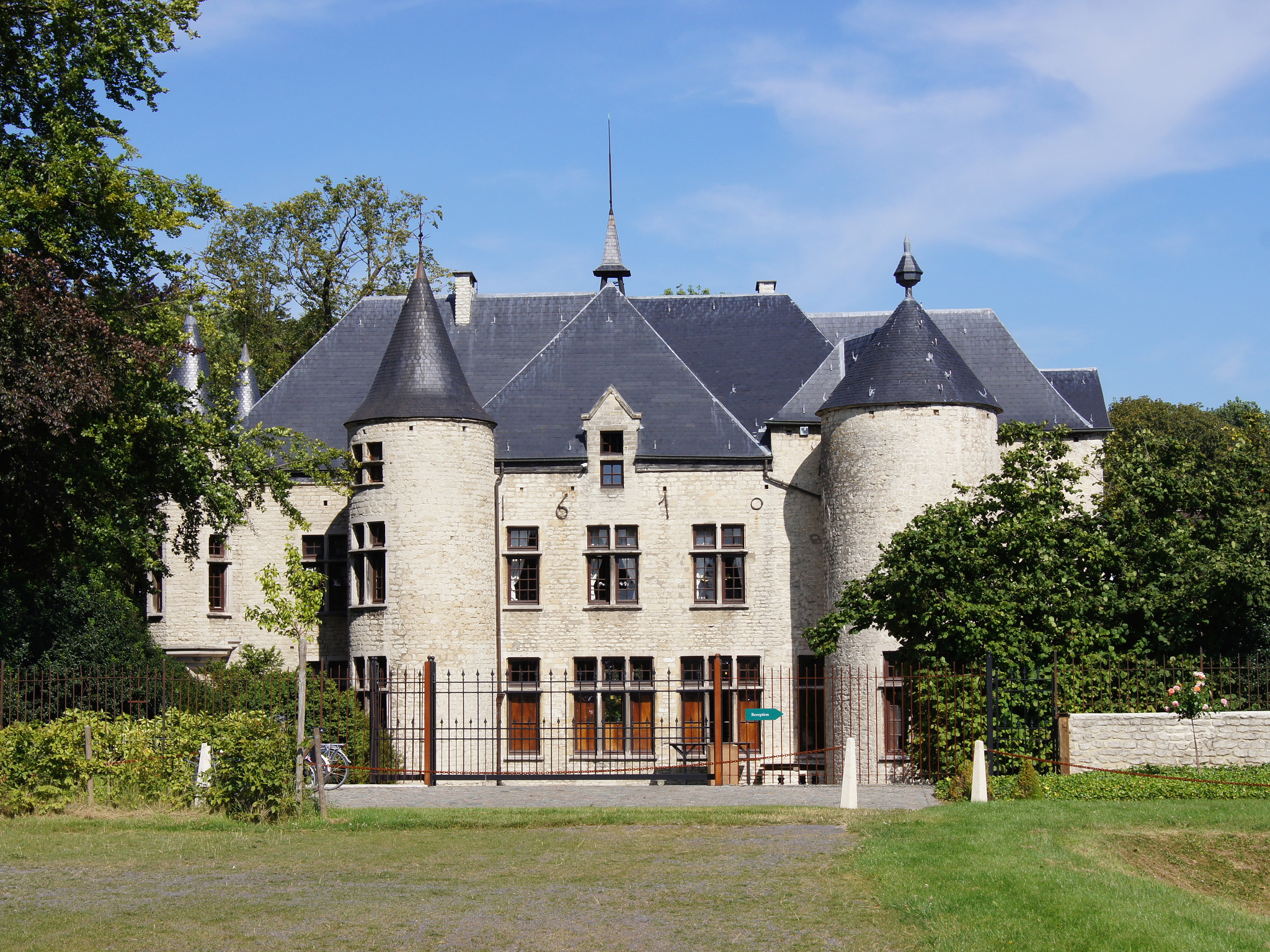
Kasteel van Boetfort

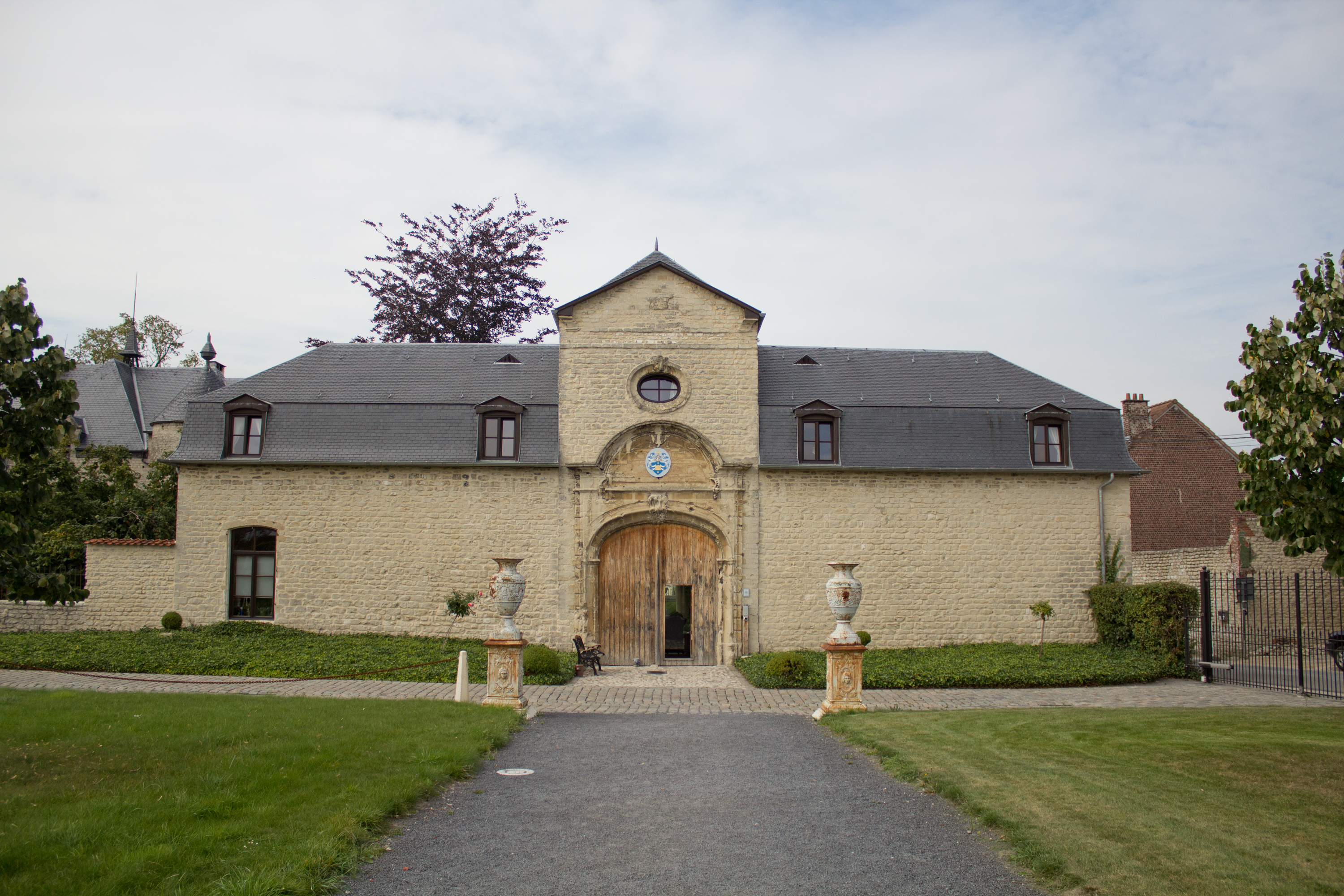
Poortgebouw in Lodewijk XV-stijl

Het Kasteel van Boetfort is een kasteel in de tot de Vlaams-Brabantse gemeente Steenokkerzeel behorende plaats Melsbroek, gelegen aan de Sellaerstraat 42.

## Geschiedenis
Oorspronkelijk was hier het Hof van Boetfort dat in 1594 in handen kwam van de familie Madoets. In 1610 liet Hendrik Madoets hier een waterkasteel bouwen dat als buitenhuis dienst deed. Dit werd in 1653 afgebeeld en betrof een gebouw op vierkante plattegrond met vier ronde hoektorens van Lediaanse steen. In 1724 werd dit speelhuys aangekocht door de Graaf van Tirimont die ook heer van Gaasbeek was.
Tijdens het derde kwart van de 18e eeuw kwam het kasteel aan Henri Hospies, een Brusselse handelaar. Hij liet in een der hoektorens een huiskapel aanbrengen en ook werd in 1767 een poorttoren gebouwd in Lodewijk XV-stijl, geflankeerd door koetshuizen. In 1773 werd het kasteel van een uitspringende travee voorzien.
In 1838 kwam Boetfort aan graaf Prosper O'Kelly en deze liet het neerhof slopen. In 1880 werd de slotgracht gedempt. In 1907 kwam het kasteel aan Henri Dereine en deze liet het kasteel in 1908 restaureren in historiserende stijl. Er kwam een nieuwe ingang en een nieuw poortgebouw, nu in neogotische stijl.
Ook werd toen een park van 1,37 ha in landschapsstijl, met een serpentinevijver, aangelegd.
Op 1 mei 2010 opende Thermae Boetfort zijn deuren en werd het kasteeldomein ingericht als sauna- en wellnesscomplex met hotel.